# Al filo de la irrealidad
Al filo de la irrealidad es el quinto álbum de estudio del cantante español, David Bustamante. Se lanzó 13 de noviembre de 2007 en España. mientras que en Latinoamérica su lanzamiento se da el 3 de marzo de 2008.

## Antecedentes y lanzamiento
Fue producido por Kike Santander bajo el sello de Universal Music junto con Vale Music. En noviembre de 2008 se lanzó al mercado una edición con 2CD + 2DVD llamada Al filo de la irrealidad en vivo. Ésta incluye entre otras cosas un DVD con el concierto que tuvo lugar en el Palacio de Deportes de Santander, el seguimiento de su gira Al filo de la irrealidad Tour en España y su promoción en Latinoamérica, los videoclips del disco con sus respectivos making off o la grabación del disco.

## Promoción
Para los promoción del disco se lanzaron los sencillos «Al filo de la irrealidad» y «Cobarde». Otros sencillos publicados del disco fueron la balada «Mi consentida», que el cantante presentó con su edición especial o el tema «Búscame».

## Recepción
Fue número 1 dos semanas consecutivas y obtuvo el disco de oro en su primera semana.[cita requerida] En la quinta semana a la venta consiguió el disco de platino.[cita requerida] El álbum permanece más de 62 semanas en esta la lista de ventas española por lo que sus ventas totales son de más de 150 000 copias sólo en España.[cita requerida]

## Listado de canciones
| Al filo de la irrealidad - Edición estándar |                            |                                                  |          |  |
| N.º                                         | Título                     | Escritor(es)                                     | Duración |  |
| 1.                                          | «Cobarde»                  | José Abraham, Álvaro Rey                         | 4:00     |  |
| 2.                                          | «Al filo de la irrealidad» | Kike Santander, Gustavo Santander                | 3:41     |  |
| 3.                                          | «Cuanto te amé»            | Kike Santander, Rayito                           | 3:43     |  |
| 4.                                          | «Mi consentida»            | José Abraham                                     | 4:10     |  |
| 5.                                          | «No vale la pena»          | Kike Santander, Rayito                           | 3:52     |  |
| 6.                                          | «Como llora mi alma»       | Kike Santander - David Bustamante                | 3:47     |  |
| 7.                                          | «Búscame»                  | Daniel betancourt                                | 3:55     |  |
| 8.                                          | «Como yo, pobre de él»     | Christian leuzzi, Gianpietro Cazzago, Rudy Pérez | 3:50     |  |
| 9.                                          | «Desesperado»              | Kike Santander, Gustavo Santander                | 3:10     |  |
| 10.                                         | «Princesa mía»             | Christaian Leuzzi, Rafael Vergara                | 4:30     |  |
| 11.                                         | «Gitana»                   | Kike Santander, Rayito                           | 3:24     |  |
| 12.                                         | «La locura del amor»       | Kike Santander, David Bustamante                 | 4:07     |  |

| Al filo de la irrealidad en vivo - Edición de Lujo CD 1 |                              |          |  |
| N.º                                                     | Título                       | Duración |  |
| 13.                                                     | «Contigo No» (Bonus)         |          |  |
| 14.                                                     | «Te cubriré de amor» (Bonus) |          |  |

| Al filo de la irrealidad en vivo - Edición de Lujo CD 2 |                                                                           |          |  |
| N.º                                                     | Título                                                                    | Duración |  |
| 1.                                                      | «Intro Medley: Gitana/No vale la pena/Cuanto te amé»                      |          |  |
| 2.                                                      | «La locura del amor»                                                      |          |  |
| 3.                                                      | «Al filo de la irrealidad»                                                |          |  |
| 4.                                                      | «Mi consentida»                                                           |          |  |
| 5.                                                      | «Como llora mi alma»                                                      |          |  |
| 6.                                                      | «Búscame»                                                                 |          |  |
| 7.                                                      | «Medley Pentimento: Hoy tengo ganas de ti/No me conoces/Por ella»         |          |  |
| 8.                                                      | «Medley Latin: Ella · Bang, Bang/Contigo no/Así soy yo»                   |          |  |
| 9.                                                      | «Cobarde»                                                                 |          |  |
| 10.                                                     | «Medley Acústico Baladas: Con otro amor/No sé vivir sin ti/ Además de ti» |          |  |
| 11.                                                     | «Devuélveme la vida»                                                      |          |  |
| 12.                                                     | «El aire que me das»                                                      |          |  |

## Listas
| Listas (2007)          | Mejor posición |
| ---------------------- | -------------- |
| España Top 100 álbumes | 1              |

| Listas (2007)         | Mejor posición |
| --------------------- | -------------- |
| España Top 50 álbumes | 25             |
| Listas (2008)         | Mejor posición |
| España Top 50 Albums  | 36             |

## Certificaciones
| País   | Organismo certificador | Certificación | Ventas certificadas | Ref   |
| ------ | ---------------------- | ------------- | ------------------- | ----- |
| España | PROMUSICAE             | Platino       | 80 000              | [ 3 ] |